# Kahdeksanmerkki
Kahdeksanmerkki är en ö i Finland. Den ligger i sjön Puula och i kommunen Hirvensalmi i den ekonomiska regionen  S:t Michel och landskapet Södra Savolax, i den södra delen av landet, 210 km nordost om huvudstaden Helsingfors. Öns area är 1,2 hektar och dess största längd är 190 meter i nord-sydlig riktning.